# モーニン・イン・ザ・ムーンライト
『モーニン・イン・ザ・ムーンライト』（Moanin' in the Moonlight）は、アメリカ合衆国のブルース・ミュージシャン、ハウリン・ウルフが1959年に発表した初のスタジオ・アルバム。

## 背景
ハウリン・ウルフは1951年、サム・フィリップス所有のスタジオ「メンフィス・レコーディング・サービス」で録音活動を開始し、一連の録音のうち「ハウ・メニー・モア・イヤーズ」と「モーニン・アット・ミッドナイト」は、チェス・レコードから発売された。そして、チェスはRPMレコードとの争奪戦を経てウルフと専属契約し、それに伴いウルフはシカゴに移住した。本作のオリジナルLPに収録された残りの10曲は、1953年から1959年にかけての録音である。
「フォーティ・フォー」は、本作のクレジットではハウリン・ウルフ（チェスター・バーネット）のオリジナル曲とされているが、実際にはルーズヴェルト・サイクスが20世紀のルイジアナ州の伝承曲を元に作った「Forty-Four Blues」に基づいている。

## 評価
『ローリング・ストーン』誌が2003年に選出した「オールタイム・グレイテスト・アルバム500」では153位にランク・インし、後の改定では154位となった。マーティン・チルトンは2018年、本作を「ウルフの長所が集約されている」と評している。

## 収録曲
特記なき楽曲はチェスター・バーネット（ハウリン・ウルフ）作。ただし、11.はルーズヴェルト・サイクスの曲に基づいている。
Side 1
1. モーニン・アット・ミッドナイト - "Moanin' at Midnight" - 3:00
2. ハウ・メニー・モア・イヤーズ - "How Many More Years" - 2:45
3. スモークスタック・ライトニン - "Smokestack Lightnin'" - 3:10
4. ベイビー・ハウ・ロング - "Baby How Long" - 2:57
5. ノー・プレイス・トゥ・ゴー - "No Place to Go" - 3:00
6. オール・ナイト・ブギー - "All Night Boogie" - 2:18

Side 2
1. イーヴル - "Evil" (Willie Dixon) - 2:56
2. アイム・リーヴィン・ユー - "I'm Leavin' You" - 3:03
3. モーニン・フォー・マイ・ベイビー - "Moanin' for My Baby" - 2:54
4. アイ・アスクト・フォー・ウォーター - "I Asked for Water (She Gave Me Gasoline)" - 2:54
5. フォーティ・フォー - "Forty-Four" - 2:51
6. サムバディ・イン・マイ・ホーム - "Somebody in My Home" - 2:30